# Игумново (Владимирская область)
Игумново — деревня в Ковровском районе Владимирской области России, входит в состав Клязьминского сельского поселения.

## География
Деревня расположена в 15 км на юго-запад от центра поселения села Клязьменский Городок и в 7 км на восток от райцентра города Ковров и в 79 километрах от центра Владимира.

## История
Изначально, Игумново считалось селом и входило в пределы Стародубского княжества. Сегодня Игумново считается деревней. Согласно переписи 1782 года, часть душ этого селения — 30 мужского и 37 женского пола — принадлежала надворному советнику Борису Михайловичу Салтыкову, писателю и переводчику. По свидетельству мемуариста Андрея Болотова, «составлял он особу богатую и хитрую и имел ум острый и проницательный». Это был тот самый Салтыков, который купил подмосковное село Троицкое — имение своей родственницы Салтычихи, осужденной за зверства.

## Население
| 1859 | 1905 | 1926 | 2002 | 2010 | 2021 |
| ---- | ---- | ---- | ---- | ---- | ---- |
| 168  | ↘157 | ↗193 | ↘17  | ↗24  | ↗57  |